# Inversión uterina
La inversión uterina es cuando el útero se voltea, generalmente después del parto.  Los síntomas incluyen sangrado posparto, dolor abdominal, una masa en la vagina y presión arterial baja.  Rara vez la inversión puede ocurrir no asociada con el embarazo.
Los factores de riesgo incluyen tirar del cordón umbilical o empujar la parte superior del útero antes de que la placenta se haya desprendido.  Otros factores de riesgo incluyen la atonía uterina, la placenta previa y los trastornos del tejido conectivo.  El diagnóstico se realiza al ver el interior del útero dentro o fuera de la vagina.
El tratamiento implica la reanimación estándar junto con la reubicación del útero lo más rápido posible.  Si los esfuerzos de reubicación manuales no son exitosos, se requiere cirugía.  Después de que se reubica el útero, se recomienda administrar oxitocina y antibióticos.  La placenta puede eliminarse si aún está adherida. 
La inversión uterina se produce en aproximadamente 1 de cada 2.000 a 1 de cada 10.000 partos.  Las tasas son más altas en el mundo en desarrollo.  El riesgo de muerte de la madre es aproximadamente del 15%, mientras que históricamente ha sido tan alto como el 80%.  La condición ha sido descrita desde al menos el año 300 AC por Hipócrates. 

## Signos y síntomas

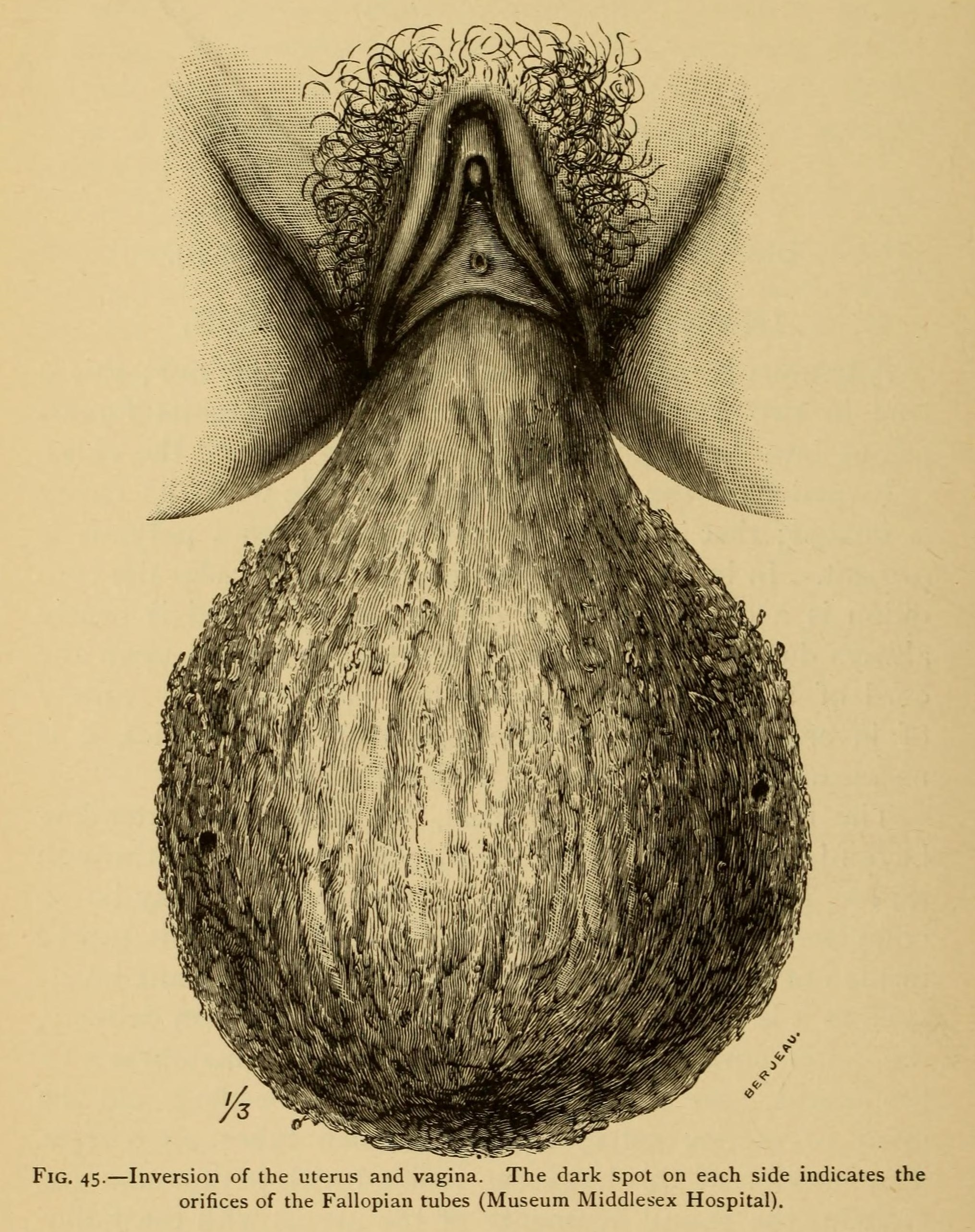
Dibujo de un útero invertido.

La inversión uterina a menudo se asocia con un sangrado posparto significativo.  Tradicionalmente, se pensaba que presentaba un shock hemodinámico "desproporcionado" con la pérdida de sangre, sin embargo, la pérdida de sangre a menudo se ha subestimado.  El efecto parasimpático de la tracción en los ligamentos uterinos puede causar bradicardia. 

## Causas
La causa más común es la mala gestión de la tercera etapa del parto, como: 
- Presión fundamental
- Exceso de tracción del cordón durante la 3ª etapa del parto.

Otras causas naturales pueden ser: 
- Debilidad uterina, congénita o no.
- Parto precipitado
- Cordón umbilical corto

Es más común en la gestación múltiple que en los embarazos únicos. 

### Asociaciones
- Placenta previa
- Implantación de placenta en el fondo
- Uso de sulfato de magnesio
- Presión de fondo vigorosa
- Tracción repetida del cordón
- Cordón umbilical corto

## Tipos

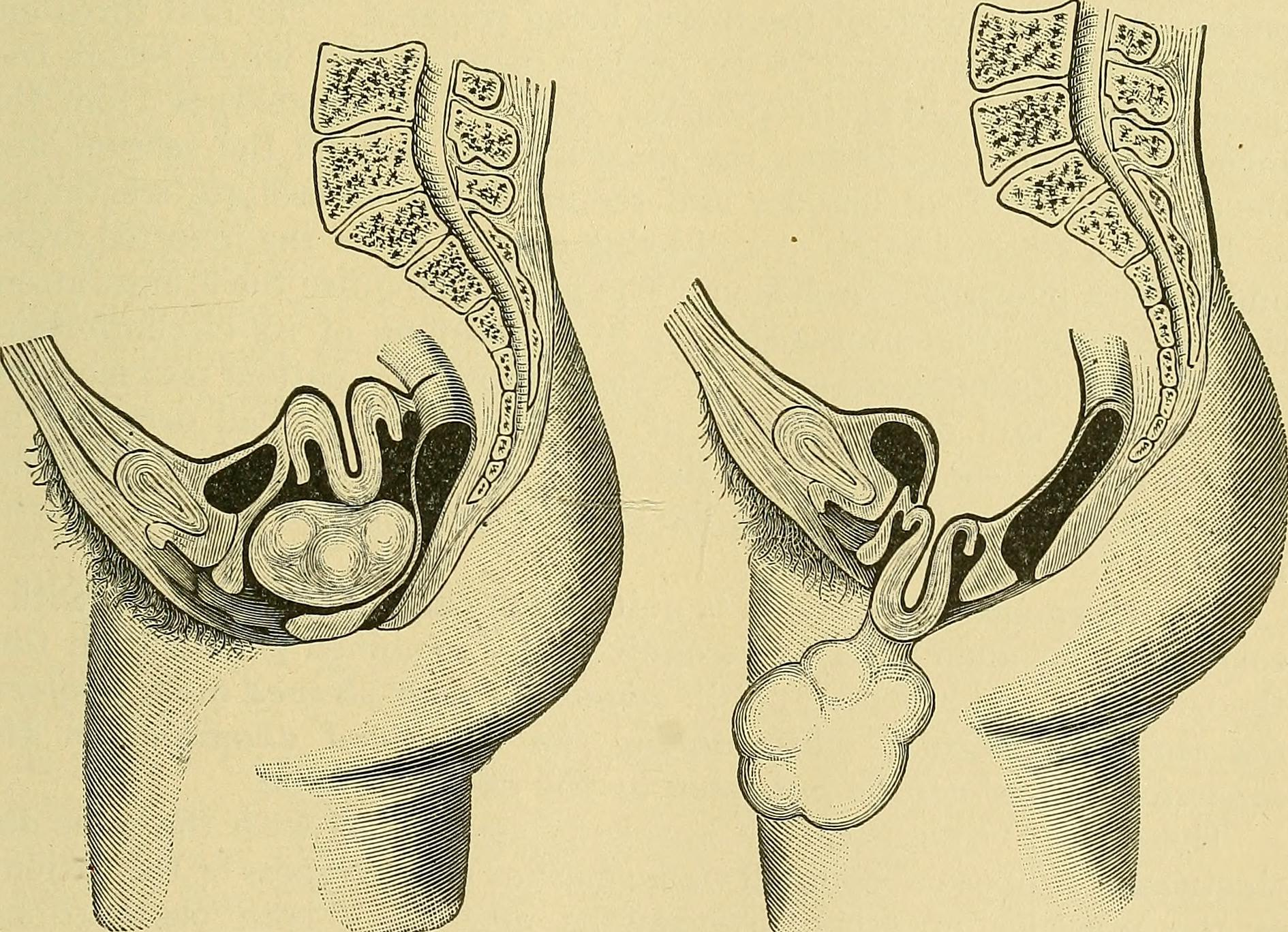
Inversión incompleta (izquierda) y completa (derecha) del útero

- Uno: Completo.  Visible fuera del cuello uterino.
- Dos: Incompleto.  Visible solo dentro del cuello uterino.[6]

## Tratamiento

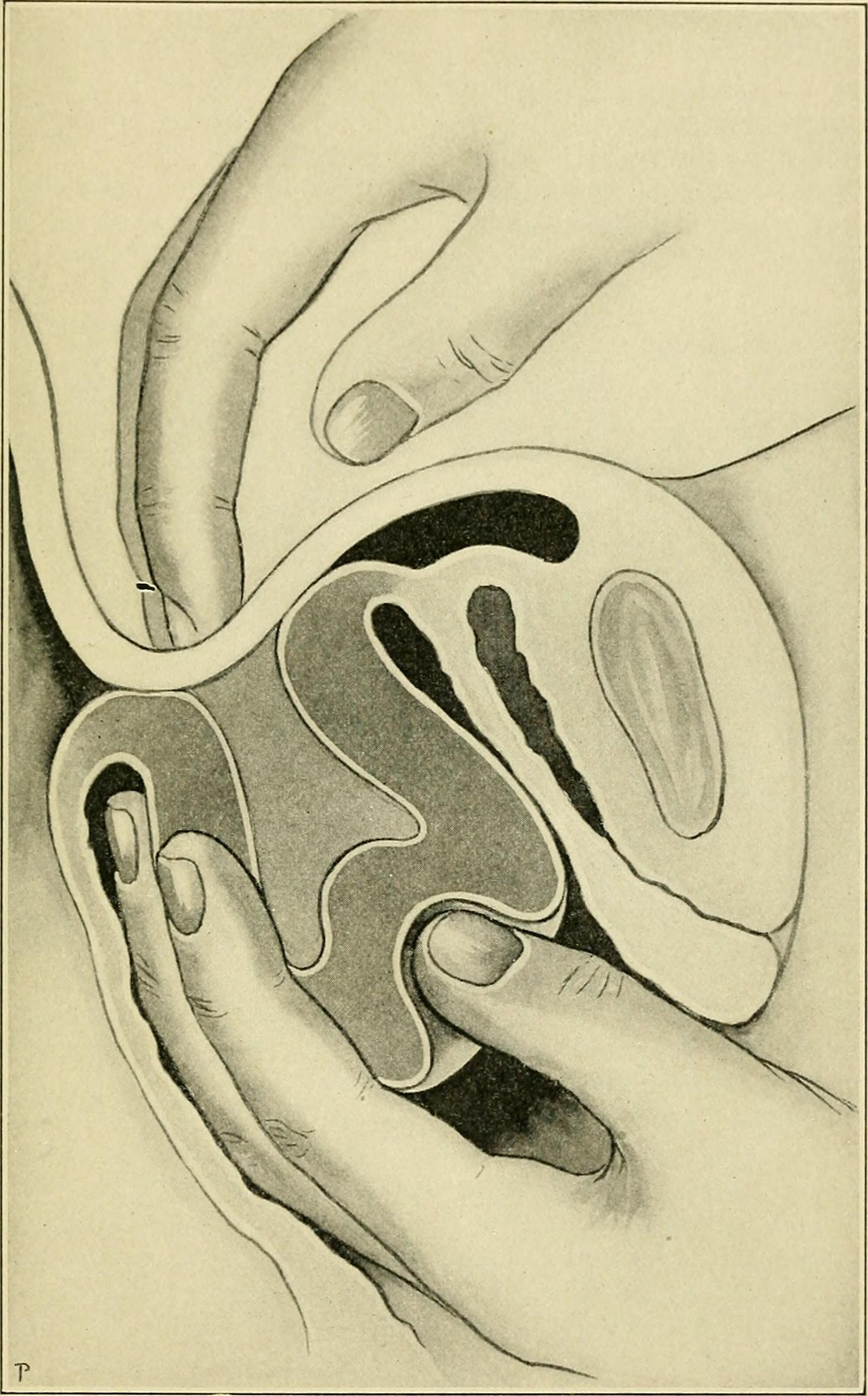
Reubicación manual del útero

El tratamiento implica la reanimación estándar junto con la reubicación del útero lo más rápido posible.  Si los esfuerzos de reubicación manuales no son exitosos, se requiere cirugía.  Después de que se reubica el útero, se recomienda administrar oxitocina y antibióticos.  La placenta puede eliminarse si aún está adherida. 

## Epidemiología
La inversión uterina se produce en aproximadamente 1 de cada 2.000 a 1 de cada 10.000 partos.  Las tasas son más altas en el mundo en desarrollo.

## Etimología
El término procede del latín inversio, referido al uterus o matrix en los textos médicos en latín desde la Antigüedad hasta Época Moderna.

## Epidemiología
La inversión uterina
La inversión uterina